# Real Canoe Natación Club Baloncesto Masculino
El Real Canoe Natación Club es un club deportivo español de la ciudad de Madrid, fundado el 8 de octubre de 1931, como resultado de la fusión del Club Canoe y el Club Natación Atlético.

## Historia
La práctica del baloncesto se inició en el Canoe en 1941, siendo actualmente el segundo Club más antiguo de Madrid. La Sección se desarrolló rápidamente, teniendo campo propio en los solares de las calles Barceló (1944 a 1951) y Palos de la Frontera (desde 1952 a 1969). En 1952 se proclamó Campeón de Castilla invicto por delante de clubes como el Real Madrid Club de Fútbol y Estudiantes Club. Durante la década de 1950 a 1960 el baloncesto fue el soporte y aglutinante del Canoe, al decaer la natación por falta de piscina cubierta. Ha aportado numerosos jugadores a las selecciones españolas señor, júnior y juvenil masculina.
Actualmente la Sección tiene doce equipos con 140 jugadores y mantiene una Escuela de Baloncesto con niñas y niños.

## Instalaciones
El Real Canoe Natación Club juega en su polideportivo de la calle Pez Volador, propiedad del Club, siendo de los pocos clubes que ha trabajado para construir su propio pabellón.

## Denominaciones
- Real Canoe N.C. (-2004)
- Haier Real Canoe N.C. (2004-2006)
- Real Canoe N.C. (2006-2013)
- Ereda Real Canoe N.C. (2013-2014)
- Real Canoe N.C. (2014-2018)
- ZTE Real Canoe N.C. (2018-2021)
- Real Canoe N.C. (2021-)

## Trayectoria
| Temporada | Nivel | División       | Pos. | Postemporada                    | TR      | PO       | Copa           | Copa |
| --------- | ----- | -------------- | ---- | ------------------------------- | ------- | -------- | -------------- | ---- |
| 1957-58   | 1     | 1.ª División   | 10.º | Promoción                       | 2-16    | 2-0      | –              | –    |
| 1958-59   | 1     | 1.ª División   | 12.º | Promoción                       | 2-1-19  | 2-0      | –              | –    |
| 1959-60   | 1     | 1.ª División   | 12.º | [ 3 ]                           | 3-1-18  | –        | Copa de España | OF   |
| 1960-61   | 1     | 1.ª División   | 8.º  | –                               | 10-12   | –        | Copa de España | FP   |
| 1961-62   | 1     | 1.ª División   | 9.º  | [ 4 ]                           | 4-14    | –        | –              | –    |
| 1962-63   | 1     | 1.ª División   | 6.º  | Promoción (12.º)                | 2-8     | 0-2      | –              | –    |
| 1963-64   | 1     | 1.ª División   | 6.º  | Promoción (10.º)                | 5-7     | –        | –              | –    |
| 1964-65   | 1     | 1.ª División   | 8.º  | Promoción/ Descenso             | 4-10    | –        | –              | –    |
| 1965-78   | –     | –              | –    | –                               | –       | –        | –              | –    |
| 1978-79   | 3     | 2.ª División   | 1.º  | Ascenso                         | –       | –        | –              | –    |
| 1979-80   | 2     | 1.ª División B | 13.º | Descenso                        | 9-1-20  | –        | –              | –    |
| 1980-81   | 3     | 2.ª División   | –    | –                               | –       | –        | –              | –    |
| 1981-82   | 3     | 2.ª División   |      | Ascenso                         | –       | –        | –              | –    |
| 1982-83   | 2     | 1.ª División B | 8.º  | –                               | 12-2-12 | –        | –              | –    |
| 1983-84   | 2     | 1.ª División B | 5.º  | –                               | 14-12   | –        | –              | –    |
| 1984-85   | 2     | 1.ª División B | 9.º  | –                               | 12-14   | –        | –              | –    |
| 1985-86   | 2     | 1.ª División B | 15.º | Descenso                        | 4-24    | –        | –              | –    |
| 1986-94   | –     | –              | –    | –                               | –       | –        | –              | –    |
| 1994-95   | 2     | Liga EBA       | 7.º  | –                               | 14-12   | –        | –              | –    |
| 1995-96   | 2     | Liga EBA       | 5.º  | Fase clasificación (3.º)        | 15-9    | (2-0)3-3 | –              | –    |
| 1996-97   | 3     | Liga EBA       | 4.º  | Cuartos final (8.º)             | 18-8    | 5-2      | –              | –    |
| 1997-98   | 3     | Liga EBA       | 2.º  | Cuartos final (6.º)/ Desceno    | 15-7    | 3-2      | –              | –    |
| 1998-99   | 4     | 2.ª División   | –    | –                               | –       | –        | –              | –    |
| 1999-00   | 4     | 2.ª División   |      | Ascenso                         | –       | –        | –              | –    |
| 2000-01   | 4     | Liga EBA       | 7.º  | –                               | 16-14   | –        | –              | –    |
| 2001-02   | 4     | Liga EBA       | 4.º  | –                               | 23-11   | –        | –              | –    |
| 2002-03   | 4     | Liga EBA       | 3.º  | Octavos final                   | 21-9    | 1-1      | –              | –    |
| 2003-04   | 4     | Liga EBA       | 2.º  | Cuartos final (6.º)             | 25-5    | 1-2      | –              | –    |
| 2004-05   | 4     | Liga EBA       | 1.º  | Octavos final                   | 25-5    | 1-1      | –              | –    |
| 2005-06   | 4     | Liga EBA       | 3.º  | Octavos final                   | 21-9    | 0-1-1    | –              | –    |
| 2006-07   | 4     | Liga EBA       | 6.º  | –                               | 13-13   | –        | –              | –    |
| 2007-08   | 5     | Liga EBA       | 4.º  | –                               | 22-8    | –        | –              | –    |
| 2008-09   | 5     | Liga EBA       | 9.º  | –                               | 14-14   | –        | –              | –    |
| 2009-10   | 4     | Liga EBA       | 3.º  | Cuartos final (7.º)             | 21-9    | 3-3      | –              | –    |
| 2010-11   | 4     | Liga EBA       | 6.º  | –                               | 18-12   | –        | –              | –    |
| 2011-12   | 4     | Liga EBA       | 1.º  | Cuartos final (6.º)             | 26-4    | 3-1      | –              | –    |
| 2012-13   | 4     | Liga EBA       | 1.º  | Fase final (2.º)                | 24-4    | 3-0      | –              | –    |
| 2013-14   | 4     | Liga EBA       | 15.º | Descenso                        | 8-22    | –        | –              | –    |
| 2014-15   | 5     | 1.ª División   | 2.º  | Fase final (2.º)/ Ascenso       | 16-6    | 6-2      | –              | –    |
| 2015-16   | 4     | Liga EBA       | 7.º  | –                               | 14-12   | –        | –              | –    |
| 2016-17   | 4     | Liga EBA       | 2.º  | Fase final (3.º)/ Ascenso       | 23-7    | 3-0      | –              | –    |
| 2017-18   | 3     | LEB Plata      | 9.º  | Final (2.º)/ Ascenso            | 14-16   | 9-4      | –              | –    |
| 2018-19   | 2     | LEB Oro        | 15.º | –                               | 11-23   | –        | –              | –    |
| 2019-20   | 2     | LEB Oro        | 17.º | –                               | 5-19    | –        | –              | –    |
| 2020-21   | 2     | LEB Oro        | 19.º | Descenso                        | 5-21    | –        | –              | –    |
| 2021-22   | 3     | LEB Plata      | 10.º | –                               | 11-15   | –        | –              | –    |
| 2022-23   | 3     | LEB Plata      | 11.º | PO permanencia (23.º)/ Descenso | 9-17    | 0-2      | –              | –    |
| 2023-24   | 4     | Liga EBA       | 5.º  | –                               | 14-12   | –        | –              | –    |
| 2024-25   | 4     | Tercera FEB    | 5.º  | –                               | 16-10   | –        | –              | –    |

## Entrenadores
- Miguel Ángel Aranzábal (1998-2020)
- José Antonio Rey Lara (2020-2021)
- Borja González de Mendoza (2021-2024)
- Carlos Hidalgo López (2024-Actualidad)

## Palmarés
- 2014-2015 Ascenso a Liga EBA.
- 2016-2017 Ascenso a Liga LEB Plata.
- 2017-2018 Ascenso a Liga LEB Oro.